# 맹강

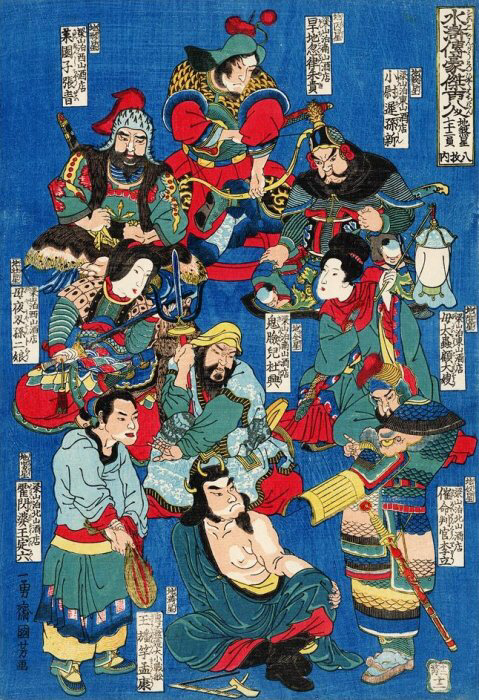

맹강(孟康)은 중국의 사대기서(四大奇書) 중 하나인 《수호전》(水滸傳)에 등장하는 인물로, 108성 중 70위이자 지살성(地煞星)의 지만성(地滿星)에 해당한다. 별호는 옥번간(玉燔竿)으로 옥의 깃대를 뜻하며 희고 날씬한 장신의 소유자였던 데서 유래했다. 원래는 음마천 제3위의 산적으로 쇠뇌의 명수이지만 배를 만드는 목수라는 능력을 살려 양산박의 크고 작은 여러 선박의 건조를 도맡았다. 양산박은 황하에 면하고 주위가 호수로 둘러싸인 수향이므로 맹강의 조선 기술은 양산박에 큰 기여를 하였다. 또한 그때까지 양산박에는 조선 기술자가 없어 본격적인 군선류는 건조할 수 없었기 때문에 맹강이 가세하면서 대규모 원정이 가능해졌다.

## 생애
맹강은 진정부 출신의 배를 만드는 목수로 그 솜씨는 소문났으나 화석강 운반을 위한 대형선 건조 명령을 받았을 때 일을 재촉하는 조정 감독관의 횡포를 견디다 못해 감독관을 살해하고 도망, 음마천에서 등비의 동료가 되어 산적이 된다. 후에, 무고한 죄로 유배되어 가고 있던 공목(재판관) 배선을 구출해, 배선을 두령으로 삼았다. 어느 때 등비의 옛 지인인 양림과 양산박의  대종을 만난다. 대종과 양림은 계주로 간뒤에 돌아오지 않는 동료 공손승을 찾으러 가던 중이었는데 양산박의 평판을 듣고 있던 맹강들은 동료가 되기를 약속받고 두 사람이 계주에 갔다가 양산박으로 돌아가는 길에 그들을 따라가서 양산박에 입산했다.
양산박 입산 후에는 배를 만드는 목수로서의 실력을 인정받아 크고 작은 선박 건조의 책임자가 되어 양산박에 빼놓을 수 없는 인재로 활약하였으며, 또한 수군의 일원으로도 종종 출진하였다. 108명이 양산박에 모인 후에도 같은 부서를 담당하고 양산박이 조정으로 귀순한 뒤에도 같은 일을 한다. 방랍정벌로 목주 의 수전에 가담할 때 적이 흘려온 불 붙은 뗏목으로 아군이 궤주하고 맹강도 급히 물속으로 뛰어들어 달아나려 하나 뗏목에 있던 적의 화포가 일제히 작렬하여 맹강의 머리를 직격, 투구째 머리가 산산조각 나 즉사하였다.